# 159 (tal)
159 är det naturliga talet som följer 158 och som följs av 160.

## Inom vetenskapen
- 159 Aemilia, en asteroid

## Inom matematiken
- 159 är ett udda tal
- 159 är ett lyckotal
- 159 är ett semiprimtal
- 159 är ett Woodalltal

## Inom sport
- 159 är det lägsta tal som man inte kan göra en utgång från med tre pilar i dart.[2][3]